# 罌粟屬
罌粟屬（學名Papaver）是罌粟科下的一屬植物，其下約有70-100個物種。它們可以是一年生、二年生及多年生植物，廣佈在歐亞大陸、非洲及北美洲的溫帶及寒冷區域。

## 特徵
罌粟屬的花朵有兩個花萼及4個花瓣，可以是紅色、粉紅色、橙色、黃色或紫色。複雌蕊周圍有幾環雄蕊。柱頭在蒴果之上，柱頭的數量是與合生心皮的數量有關。
子房會發育成為開裂的蒴果，乾了的柱頭會蓋在其上。子房內有大量細小的種子，並會以孔裂方式來散播種子。

## 歷史及用途
自前5000年，美索不達米亞就已經開始種植罌粟屬為觀賞植物。在古埃及的墓穴中也可以找到罌粟屬植物。在希臘神話中，罌粟屬是與大地和豐收女神的得墨忒耳有關。在克里特的米諾斯廟宇中有稱為罌粟女神的雕像，相信是罌粟文化象徵的起源。人們相信只要在農地種植罌粟屬，就可以得到豐收。
罌粟屬一直都有重要的醫藥療效。莖上的乳膠可以造成皮膚過敏，而罌粟的乳膠則含有麻醉生物鹼，包括嗎啡及可待因。虞美人花朵上提煉的麗春花定鹼，可以用作鎮靜劑。罌粟籽可以烤或煮來吃，而罌粟籽油更可以用來煮食及作為顯影劑等用途。

## 物種
罌粟屬約有70-100個物種，包括：
| - P. acrochaetum - P. aculeatum - 阿拉斯加罌粟（P. alboroseum） - 高山罌粟（P. alpinum） - 黑水罌粟（P. amurense） - P. apokrinomenon - P. apulum - P. arachnoideum - P. arenarium - P. argemone - P. armeniacum - 摩洛哥罌粟（P. atlanticum） - P. aurantiacum - P. belangeri - P. berberica - P. bipinnatum - 大紅罌粟（P. bracteatum） - P. burseri - 火罌粟（P. californicum） - P. clavatum - 點瓣罌粟（P. commutatum） - 橘黄罌粟（P. croceum） - P. curviscapum | - P. cylindricum - P. dahlianum - P. decaisnei - P. degenii - 長莢罌粟（P. dubium） - P. fugax - P. giganteum - 鬱金香罌粟（P. glaucum） - P. gorgoneum - P. gorodkovii - P. gracile - P. guerlekense - P. hybridum - P. kluanense - P. lacerum - P. lapponicum - P. lasiothrix - 磚紅罌粟（P. lateritium） - P. macounii - P. mcconnellii - 日本罌粟（P. miyabeanum） - 野罌粟（P. nudicaule） - 東方罌粟（P. orientale） | - P. paucifoliatum - 波斯罌粟（P. persicum） - P. pilosum - P. polychaetum - P. postii - 偽東方罌粟（P. pseudo-orientale） - P. purpureamarginatum - P. pygmaeum - 長白山罌粟（P. radicatum） - 虞美人（P. rhoeas） - P. rhopalothece - 西班牙罌粟（P. rupifragum） - 白高山罌粟（P. sendtneri） - 剛毛罌粟（P. setigerum） - 罌粟（P. somniferum） - P. spicatum - P. strictum - P. stylatum - P. syriacum - P. triniifolium - P. umbonatum : - P. walpolei |